# The Lady's Magazine
The Lady's Magazine (titre long The Lady's Magazine; or Entertaining Companion for the Fair Sex, Appropriated Solely to Their Use and Amusement) est un périodique mensuel féminin britannique publié de 1770 à 1847. Vendu au prix de six pence l'exemplaire, il commence sa publication en août 1770 sous l'égide du libraire londonien John Coote et de l'éditeur John Wheble, puis de George Robinson. Il propose des articles de fiction, de poésie, de mode, de musique et des nouvelles mondaines. Selon le Victoria and Albert Museum, il s'agit du « premier magazine féminin à connaître un succès durable ».
Le magazine revendique un lectorat de 16 000 personnes, chiffre considéré comme élevé compte tenu des niveaux d'alphabétisation de l'époque et des technologies d'impression peu développées. The Lady's Magazine; or Entertaining Companion for the Fair Sex, Appropriated Solely to Their Use and Amusement de George Robinson domine le marché pendant la majeure partie de son existence et inspire des imitations comme le Lady's Monthly Museum et le New Lady's Magazine, or, Polite, useful, Entertaining, and fashionable Companion for the Fair Sex d'Alexander Hogg.

## Histoire
Avant l'émergence des magazines au début du XVIIIe siècle, l'information et les nouvelles en Grande-Bretagne circulent principalement par le biais de pamphlets, de journaux et de placards. Le concept de magazine se développe progressivement en réaction aux nouvelles lois visant à contrôler la propagande politique ; en 1712, le gouvernement adopte une taxe sur le timbre pour chaque publication d'une ou d'une demi-feuille, doublant presque le prix des journaux et de certains périodiques. Les éditeurs cherchant à éviter ou à payer une taxe plus faible le font en transformant leurs écrits d'une seule feuille en publications plus longues, les classant comme pamphlets ou journaux. Beaucoup modifient également leurs calendriers de publication en produisant des œuvres hebdomadaires ou mensuelles, plutôt que quotidiennes ou bihebdomadaires.

« L'un de ces rivaux est publié à quelques portes seulement de la boutique de l'éditeur du Lady's Magazine, George Robinson, qui travaille au 25 Paternoster Row. Alexander Hogg, qui dans les années 1780 travaille au numéro 16, lance le New Lady's Magazine au nom trompeur en février 1782, provoquant la colère de Robinson qui mène une guerre de mots avec le peu scrupuleux Hogg dans les journaux, lors de réunions d'éditeurs et sur le trottoir même de la Row. Robinson a de bonnes raisons d'être en colère étant donné que le New Lady's Magazine (1782-1796 ?) remplit nombre (mais pas toutes) de ses pages avec du contenu originellement écrit et publié dans le Lady's Magazine. »

Outre le désir d'éviter les réglementations et les taxes gouvernementales, les magazines s'établissent comme un nouveau média pour transmettre l'information à un groupe plus large de lecteurs, accessible grâce au réseau de transport britannique en expansion. The Gentleman's Magazine, publication créée en 1731, évite cette taxe en produisant une publication mensuelle qui prétend présenter la réimpression de nouvelles (plutôt que la transmission de nouvelles, visée par la taxe). The Lady's Magazine n'est pas le premier magazine féminin. Il est conçu par le libraire londonien John Coote et l'éditeur John Wheble, et paraît pour la première fois en août 1770. John Huddlestone Wynne, l'un des premiers rédacteurs en chef du magazine, dirige également plusieurs autres publications contemporaines. Début 1771, John Coote vend sa part dans le magazine à son nouvel éditeur George Robinson.
The Lady's Magazine domine le marché de sa fondation jusqu'en 1830. Il revendique un lectorat de 16 000 personnes, somme que la spécialiste du XVIIIe siècle Ros Ballaster considère comme un succès au regard des niveaux d'alphabétisation de l'époque et des technologies d'impression peu développées. Son succès inspire des imitations comme le Lady's Monthly Museum et le New Lady's Magazine.
Le magazine est vendu au prix modique de six pence l'exemplaire et continue d'être publié jusqu'en 1847. Jusqu'en 1830, il s'intitule Lady's Magazine; or Entertaining Companion for the Fair Sex, Appropriated Solely to Their Use and Amusement. Après 1830, la publication est rebaptisée Lady's Magazine or Mirror of the Belles Lettres, Fine Arts, Music, Drama, Fashions, etc., et en 1832, elle fusionne avec le Lady's Monthly Museum pour devenir le Lady's Magazine and Museum of the Belles Lettres, Fine Arts, Music, Drama, Fashions, etc. Elle cesse de paraître en 1847.

## Contenu

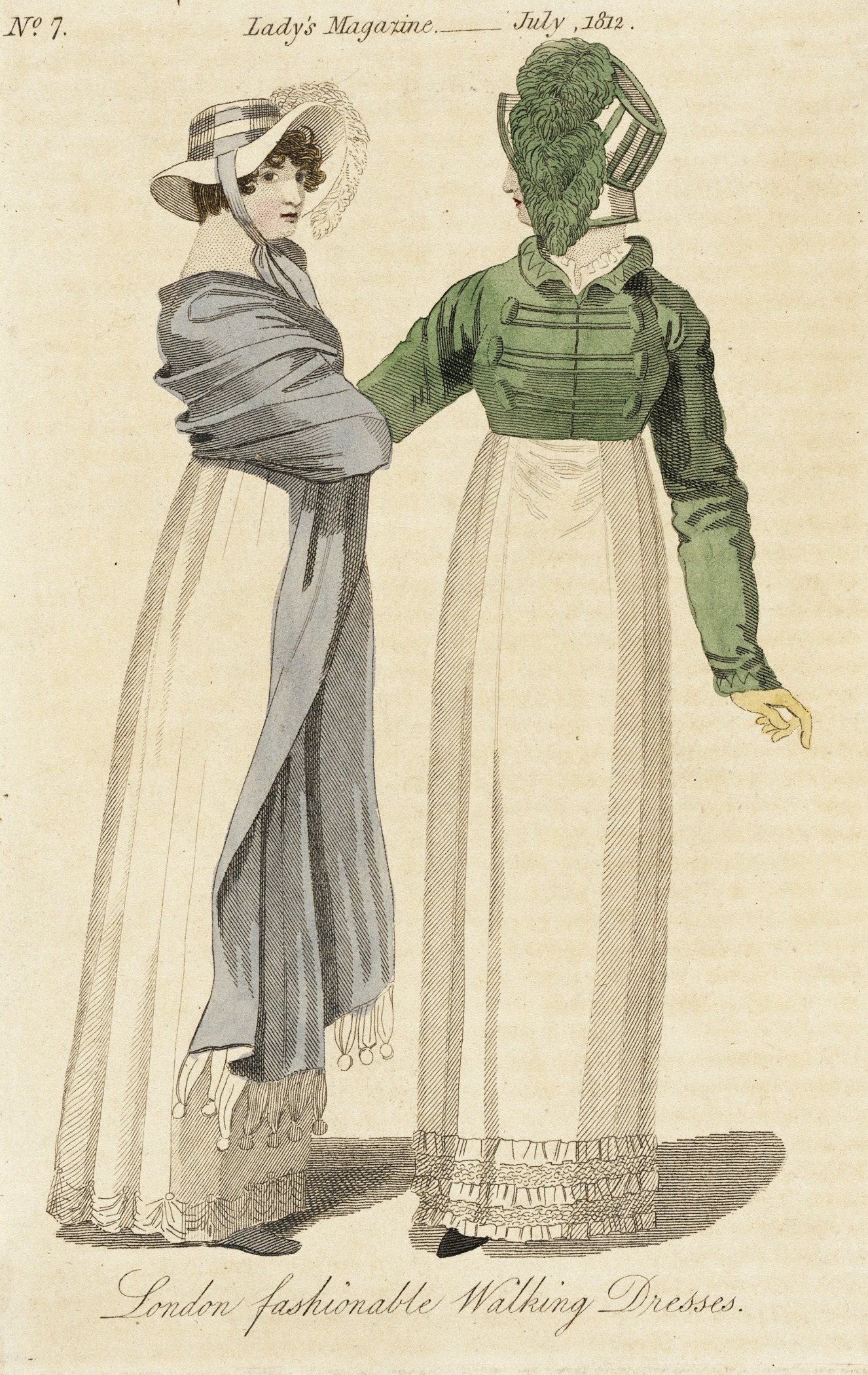
Robes de promenade à la mode londonienne de l'époque Regency,, souvent appelées robes de promenade,, juillet 1812, incluant un spencer

La plupart des contributeurs de la publication sont des écrivains professionnels ou semi-professionnels, et compte parmi ses collaborateurs l'auteure et dramaturge Mary Russell Mitford. The Lady's Magazine présente nombre des mêmes histoires que celles qui paraissent dans les magazines masculins contemporains comme The Gentleman's Magazine, tels que des articles sur la poésie et la scène londonienne ; les nouvelles mondaines constituent un autre sujet courant. Contrairement à de nombreuses publications masculines, cependant, le Lady's Magazine reste largement en dehors de la sphère politique et ne rapporte pas d'événements politiques ; par exemple, à l'approche des guerres de la Révolution française, les lectrices du Lady's Magazine sont rassurées sur le fait que la France n'est pas de taille face à la puissance navale britannique, tandis que les lecteurs du The Gentleman's Magazine sont avertis que l'Europe est « en ce moment [dans un état] d'alarme et de danger ». Mary Poovey, professeure d'anglais, postule que la projection de force nationale du Lady's Magazine vise à éviter d'alarmer ses lectrices et donc de causer de l'anxiété dans la sphère domestique ; inversement, les magazines masculins cherchent à susciter la colère face à un ennemi émergent et encouragent ainsi les lecteurs masculins à être prêts à entreprendre un rôle militaire actif.
Bien qu'il ne soit pas classé comme magazine de mode, il traite le sujet en détail. Il est richement illustré et comprend des modèles de broderie pour les vêtements féminins, masculins et pour enfants ainsi que pour les objets ménagers. Outre la mode et l'habillement, d'autres sujets traités incluent la fiction, la musique et les biographies. La chercheuse Margaret Beetham soutient qu'en présentant ces sujets, le Lady's Magazine « en vient à définir "le magazine féminin" pour le siècle suivant ». The Lady's Magazine, avec sa gamme diversifiée de sujets, contribue à normaliser ces magazines parmi les lecteurs de la classe supérieure. Dans le premier numéro du magazine, il promet que dans son contenu, « la ménagère comme la pair trouvera quelque chose d'adapté à leurs différents modes de vie ». Le magazine est également remarquable pour être le premier à imprimer des extraits de livres à paraître.
The Lady's Magazine cherche à adopter une position morale et à faire preuve de décorum dans ses écrits. Il publie une chronique populaire de conseils médicaux ; fréquemment écrite par un médecin masculin, la chronique donne aux lectrices des informations sur des sujets tels que l'allaitement et les douleurs menstruelles. Ce Dr Cook inclut aussi occasionnellement des mentions de sexualité, souvent avec un sens de l'humour grivois ; un article de juin 1775, par exemple, parle de fertilité et de couleur de cheveux, concluant que les rousses ont « les plus belles peaux... et deviennent généralement les meilleures reproductrices de la nation ». Ballaster considère la mention de ces sujets comme « progressiste » pour l'époque, et spécule que le magazine peut les imprimer grâce à « l'excentricité âgée » du docteur, son genre et son statut professionnel.

### Ouvrages cités
- (en) Ros Ballaster, Women's Worlds: Ideology, Femininity, and the Woman's Magazine, New York University Press, 1992 (ISBN 978-0333492369, lire en ligne)

- (en) Batchelor, Jennie, « The Lady's Magazine (1770-1819): Patterns of Perfection », sur Lady's Magazine Omeka, 2021

- (en) Jennie Batchelor et Manushag N. Powell, Women's Periodicals and Print Culture in Britain, 1690s-1820s, Edinburgh University Press, 2018 (ISBN 978-1-4744-1965-9, lire en ligne)

- (en) Margaret Beetham, Dictionary of Nineteenth-century Journalism in Great Britain and Ireland, Academia Scientific, 2008 (ISBN 978-9038213408, lire en ligne), « Lady's Magazine [1770–1847] », p. 342

- (en) Margaret Beetham et Robin Agnew, Dictionary of Nineteenth-century Journalism in Great Britain and Ireland, Academia Scientific, 2008 (ISBN 978-9038213408, lire en ligne), « Fashion Journals », p. 215

- (en) Gillian Hughes, The Oxford History of the Novel in English: English and British Fiction 1750–1820, Oxford University Press, 2015, 461–528 p. (ISBN 978-0199574803, lire en ligne), « Fiction in the Magazines »

- (en) Jennifer Kloester, Georgette Heyer's Regency World, Heinemann, 2005 (ISBN 0-434-01329-3)

- (en) Bonny H. Miller, Cecilia Reclaimed: Feminist Perspectives on Gender and Music, University of Illinois Press, 1993, 156–182 p. (ISBN 978-0252063411, lire en ligne), « Ladies' Companion, Ladies' Canon? Women Composers in American Magazines from Godey's to the Ladies' Home Journal »

- (en) Mary Poovey, The Proper Lady and the Woman Writer: Ideology as Style in the Works of Mary Wollstonecraft, Mary Shelley, and Jane Austen, University Of Chicago Press, 1985 (ISBN 978-0226675282, lire en ligne)